# Kragelund (Aabenraa Kommune)
Kragelund (deutsch: Kra(c)kelund und Kracklund) ist ein dänischer Ort, der zur  Kirchspielsgemeinde (dän.: Sogn) Bov Sogn an der deutsch-dänischen Grenze gehört, die einen Teil der Aabenraa Kommune darstellt.

## Lage
Das Kragelunder Gebiet wird durch die Straße Kragelundvej erschlossen, welche vom östlich gelegenen Fårhus (deutsch auch: Faarhuus und Schafhaus) bis zum Ort Sofiedal (deutsch: Sophienthal) führt. Bei der Kreuzung Skyttehusvej/Kragelundvej liegt der Ortsmittelpunkt von Kragelund (Lage). Ein Kilometer westlich liegt Kragelundgaard (deutsch auch: Krakellundgaard und Kracklundhof) (Lage). Direkt nördlich von Kragelundgaard liegt des Weiteren das Gebiet Kragelund Mose (Lage), wo sich früher das Kracklunder Moor befand. Nordwestlich hinter dem Gebiet Kragelund Mose schließt sich der kleine Nachbarort Vesterbæk (deutsch: Westerbek) an. 
Der Streusiedlungsbereich von Kragelund mit seinen Feldern wird auch Kragelund Mark (deutsch  auch: Kracklundfeld und Kraglundfeld) genannt. Kragelund Mark wird zudem hin und wieder in einen östlichen und einen westlichen Bereich unterteilt (deutsch: Wester- und Oster-Krakelundfeld). Die Hofstellen und Siedlungen in diesem Bereich tragen die Namen: Westerholm (Lage), Hjortholm (deutsch auch: Hirschholm) (Lage), Hindholm (Lage), Krathuse (Lage), Skyttehus (niederdeutsch: Schütterhuus, deutsch: Schütterhaus) (Lage), Plantgaard (Lage), Frydenborg (beziehungsweise Frydenburg) (Lage), Bejhuse (beziehungsweise Beilhuus) (ungefähr drei Hofstellen am Bejlhusvej) (Lage) und Kamp (Lage). Die östlich gelegene, größere Siedlung Fårhus (Schafhaus) mit dem südlich davon gelegenen Sønderhus (beziehungsweise Sönderhuus und Süderhaus (Lage)) gehört darüber hinaus historisch betrachtet ebenfalls noch zur Kragelund Mark.

## Geschichte
Der Ortsname besteht aus zwei Bestandteilen. Ursprung und Bedeutung des Wortbestandteils „Krage“ ist nicht sicher geklärt. Das dänische Wort „Krage“ bedeutet allgemein „Krähe“. Die Variante „Krack“ würde demnach dem lautmalerischen Ruf dieser Vögel entsprechen. Das Wort „Lund“ bezeichnet wie allgemein im Dänischen einen Hain beziehungsweise einen Wald. Südlich von Kragelund befindet sich heute das Plantagenwaldgebiet der Frøslev Plantage.
Kragelund bezeichnete offenbar ursprünglich lediglich einen Hof (beziehungsweise „Ga(a)rd“) nebst Schäferei. 1767 wurde dieser dänisch-königliche Meierhof Kragelundgaard niedergelegt und in zehn Teile parzelliert. Um 1854 existierten neben der Stammparzelle Kragelundgaard noch sechzehn weitere Kragelunder Parzellenstellen. Damals bestand bei der Parzelle Hindholm auch noch eine Schmiede und bei Skyttehus (beziehungsweise Schütterhaus) befand sich an der Landstraße ein Wirtshaus namens Neu Legan (auch Neulegan geschrieben). Nach dem Deutsch-Dänischen Krieg wurde Kragelund, wie die gesamte Region, Teil des Deutschen Kaiserreiches. Bis ins 20. Jahrhundert hinein bestand Kragelund unter dem deutschen Namen Kracklund als eine eigenständige preußische Landgemeinde im Landkreis Flensburg. Nach der Volksabstimmung in Schleswig im Jahr 1920 kam die Gemeinde Kragelund (beziehungsweise Kracklund) nach Dänemark.
Während des Zweiten Weltkrieges wurde die südlich gelegene Stadt Flensburg mehrfach von Alliierten Bombern angegriffen. Daher wurden 1942 bei Kragelund Flugabwehrgeschütze für die Luftverteidigung Flensburgs aufgestellt. In der Weltkriegszeit wurden in der Umgebung außerdem noch einige weitere militärische Anlagen eingerichtet. 1944 richtete die deutsche Luftwaffe unweit von Kragelund, südöstlich von Fårhus, den  Feldflugplatz Schafhaus ein. Zudem legte die Wehrmacht bei Kragelund, offenbar zur Sicherung der Grenze, Panzergräben und Laufgräben für Soldaten an.  — Im Mai 1945 befand sich zehn Kilometer südöstlich von Kragelund bei Flensburg der Sonderbereich Mürwik, wohin sich die letzte Reichsregierung zurückgezogen hatte. Diese ordnete am 5. Mai 1945 die Teilkapitulation der deutschen Truppenteile in Dänemark an.
Im Gegensatz zu den benachbarten Orten Frøslev, Bov, Padborg sowie auch Fårhus (das früher als ein Bestandteil von Kragelund galt) wuchs Kragelund bevölkerungsmäßig und baulich erheblich weniger stark bis zum Ende des 20. Jahrhunderts.